# Coll de la Baga del Miracle

El Coll de la Baga del Miracle, respecte del terme de Granera

El Coll de la Baga del Miracle, també denominat popularment Coll de Muntanya, és una collada situada a 648,5 m d'altitud situat en el punt de trobada dels termes municipals de Castellterçol, Granera i Monistrol de Calders, tots tres del Moianès.
Està situat en el punt de trobada de la Muntanya de la Sala (ponent) i de la Serra de l'Olleret (llevant), prop d'on hi ha les ruïnes de la masia de l'Olleret. Separa la vall de la Sala de Sant Llogari, que queda al nord, de la del torrent de Cisnolla, al sud. S'hi conserva una fita termenal.